# 罹患率
罹患率（りかんりつ、英: incidence）は、ある期間内に発生した患者数を、それに対応する（その疾患に対応する）人口で割ったもの。発生率とも呼ばれる。

## 概要
疫学における罹患率は、観察対象の集団のある観察期間に疾病の発症の頻度をあらわす指標の一つ。
簡単に言うと「ある期間内の（多くの場合1年）、ある集団における、ある疾病の発生率」ということもできる。
疾病別に計算することや、ひとつひとつの人間集団別に（たとえば男女別、年齢別、地域別などで）計算することも可能である。
罹患率は予防医学の一次予防の有効性を評価する際の指標と（も）なる。
計算式
疫学において罹患率は、以下のように算出される
。
{\displaystyle {\mbox{Incidence rate}}={\frac {a}{b}}(\times 10^{k})}
ここでaは期間中に新たに発生した症例数、bは当該期間中の疾患の危険性にさらされる集団ののべ人数である。括弧内の{\displaystyle 10^{k}}とは1000人当たり、または10万人当たりでの場合の乗数である。
※　罹患率の割り算の分母の数（人口、集団の構成人数）は、その疾病に罹患する可能性のある人口（人数）でなければならない。たとえば子宮癌の罹患率の計算では女性の人口（人数）が分母でなければならない（つまり子宮癌の罹患率の計算では、子宮癌になる可能性のある集団の人口を分母にするので、そもそも子宮を持たない男性を分母に含めた計算はしない）。逆に前立腺癌の罹患率の計算の分母には女性の集団（人口）は含めない（そもそも前立腺を持たない女性を分母に含めた計算はしない）。

## 計算法
図は人口7人であるが、既に罹患している1名を除いた6名が定義式の分母である。
分子は新たに罹患した2名である。従って罹患率は
{\displaystyle {\frac {2}{6}}=0.3333...}となる。

罹患の例

期間内の集団においては、死亡、転出などが発生するので、簡便法として人年法( (person-year method).で計算する。この例で、開始と終了期間の間隔が1年であるとすれば、
10万人年当たりで,10万倍をした33,333となる。
疾病の状態が定常的な発生状況と有病期間が長く致死率が極めて低く、かつ十分大きな集団であれば
有病割合≒罹患率×平均有病期間
の近似式が成立するとされている。しかしながら、疾患によっては罹患の発見という認識が困難な疾患（腫瘍のようにある程度の大きさに
ならないとスクリーニングにかからない）には適用できないとの指摘もある。

## 有病率と罹患率の違い
なお参考までに、疫学において罹患率と似ているが異なっている指標として有病率（Prevalence Rate）がある。
以下に罹患率と有病率の定義と注意事項を示す。。
|      | 罹患率                                                                                     | 有病率                                                           |
| 分子 | 特定期間中の疾患の新規発生症例数                                                           | 特定時点における疾患を有する人口                                 |
| 分母 | 罹患の危険性にさらされる人口                                                               | 観察対象の人口                                                   |
| 焦点 | 罹患の開始時点 それが新規であるか？                                                        | 疾患の有無 期間でなくある時点                                    |
| 注意 | 既に疾患に罹患している者は、すでに危険もなく、新たな罹患でもないので、分母子から外される。 | 既に疾患に罹患している者は、疾患を有しているので分母子に含まれる |

## 注意事項
1. 定義からわかるように罹患率は1を超えることもある。同様に、調査期間前にすでに罹患していた者[8]は除外される。(有病率では対象となる）[9]
2. ある特定の疾患の罹患率は極めて小さいために、一般の行政統計等では1000人または10万人当たりの数値で表すことが多い。
3. 定義の「危険にさらされる集団」で示されるように危険の定義をどのようにするかによって、計算は異なる。たとえば、コレラなどの疾患においては、同時に2つの罹患はありえない。しかし、褥瘡などは部位が変われば、2つの罹患があり得る。具体的に期間内に入院してきた患者に、すでに褥瘡があり、期間内に別の部位に褥瘡が発生したとする。この場合の患者を対象とするか否かについては、2通りの場合があることになる。[10] ガンのような疾患では、再発した場合は新たな罹患とみなすことはぜずに、罹患の継続とみなしている。このように定義によって値が変わるのでかならず定義を明確に記載するべきである。
4. 罹患率は、その定義から罹患期間に依存しない。他方、有病率は罹患期間が長いと大きくなる。
5. 罹患致死率の高い疾患に関しては、有病率は小さくなる。しかし、罹患率は、その定義から罹患致死率に依存しない。

## 具体例
- たとえば、2017年の日本のデータでは、AMLなども含めた白血病全体の年間罹患率（1年で罹患する率）は、男性では人口10万人に対し13人、女性では人口10万人に対し8.9人である[11]。日本の他の年の罹患率や、アメリカにおける人種別の罹患率については白血病#疫学の節に詳しく解説されている。